# Sullana (tỉnh)
Tỉnh Sullana (tiếng Tây Ban Nha: Provincia de Sullana) là một tỉnh thuộc vùng Piura của Peru. Tỉnh Sullana có diện tích 5424 km², dân số thời điểm theo điều tra dân số ngày 11 tháng 7 năm 1993 là 234562 người. Tỉnh lỵ đóng ở Sullana.